# Izlog jeftinih slatkiša
Az Izlog jeftinih slatkiša (Olcsó édességek kirakata) a szlovén Buldožer együttes negyedik sorlemeze, amely a Helidon kiadásában jelent meg 1980-ban. Katalógusszáma: FLP 05-019. A hanglemez kiadás kinyitható borítóval rendelkezik, ami a dalszövegeket is tartalmazza. Az albumot 2006-ban CD-n is kiadták.

## Az album dalai

### A oldal
- Boogie za prijatelja 2:26
- Hvala ti za krv 3:05
- Higijena 1:47
- Okrutni Bogovi istoka 5:41
- Jeftini slatkiši 3:57

### B oldal
- Novo vrijeme 2:41
- Make-Down 2:43
- Karlo 3:49
- Slovinjak punk 2:38
- Žene i muškarci 3:48